# Cesvaine
Cesvaine (alemany: Seßwegen) és un poble del municipi Cesvaine a Letònia, de la regió històrica de Vidzeme. S'hi troba el palau de Cesvaine, construït el 1896 prop de les ruïnes de castells medievals.

## Residents coneguts
- Jakob Michael Reinhold Lenz (1751–1792)